# U-Bahnhof Theodor-Heuss-Platz

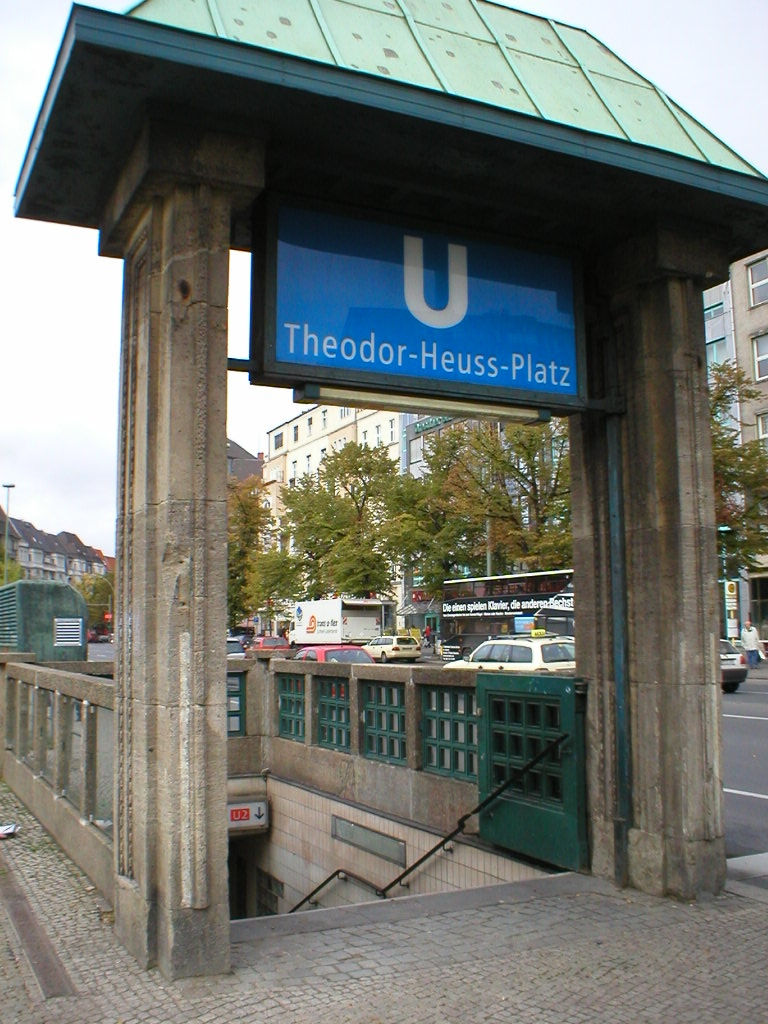
Südöstlicher Eingang zum U-Bahnhof (nahe Einmündung des Kaiserdamms)

Der U-Bahnhof Theodor-Heuss-Platz ist eine Station der Linie U2 der Berliner U-Bahn. Er befindet sich unter dem Theodor-Heuss-Platz im Ortsteil Westend des Berliner Bezirks Charlottenburg-Wilmersdorf und wurde am 29. März 1908 unter dem Namen Reichskanzlerplatz eröffnet.

## Geschichte
Anfang des 20. Jahrhunderts plante die damals selbstständige Stadt Charlottenburg das noch unbebaute Gebiet im Westen, das folglich den Namen Westend erhielt, zu bebauen. Da die Hoch- und Untergrundbahn von Osten kommend bereits bis zum Knie – dem heutigen Ernst-Reuter-Platz – fuhr, erwies es sich als günstig, das noch unbebaute Gelände mit der Untergrundbahn zu erschließen. Einen Vertrag mit der betreibenden Hochbahngesellschaft schloss die Stadt Charlottenburg am 23. Juni 1906 ab. Die ersten Betriebsjahre – verschiedentlich wird berichtet, sogar bis 1931 – erhielt die Hochbahngesellschaft für die noch nicht rentable Strecke hohe Zuschüsse.
Für die neue Strecke ließ die Hochbahngesellschaft die drei Bahnhöfe Sophie-Charlotte-Platz, Kaiserdamm und Reichskanzlerplatz bauen. Der Bahnhof Bismarckstraße (heute: Deutsche Oper) musste nachträglich umgeplant werden, da nun die Strecke zum Reichskanzlerplatz zur bereits im Bau befindlichen Linie zum Wilhelmplatz (heute: Richard-Wagner-Platz) hinzukam.

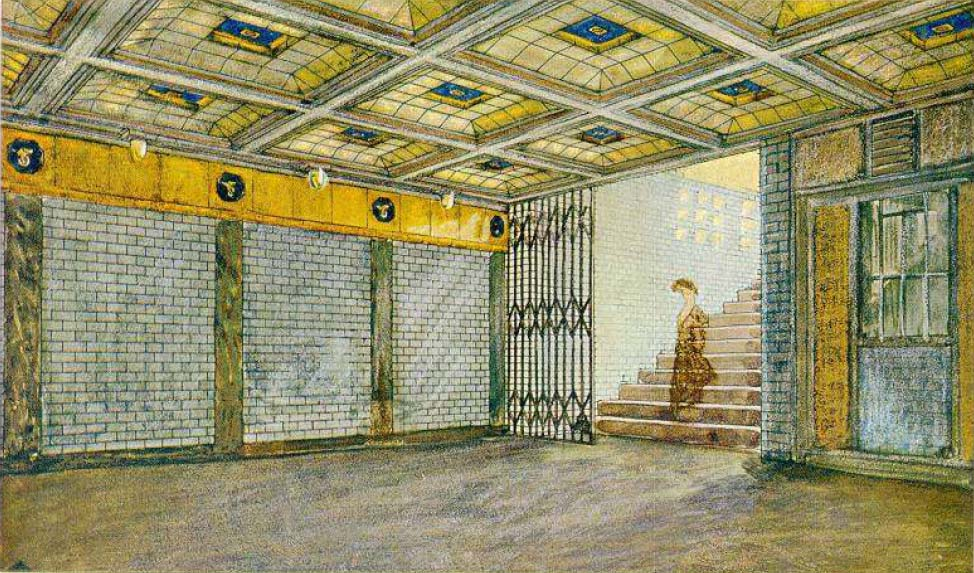
Zugangshalle in Richtung Pankow (1908)

Der U-Bahnhof Reichskanzlerplatz erhielt zwei 114,4 Meter lange Seitenbahnsteige, die nicht miteinander verbunden sind, sodass man nur oberirdisch von einem zum anderen Bahnsteig gelangt. Die portalartigen Zugänge befinden sich auf der nordöstlichen Seite des Platzes. Der Hausarchitekt der Hochbahngesellschaft, Alfred Grenander, gestaltete den Bahnhof mit farbigen Keramikfliesen, besonders hob Grenander den früher einzigen Ausgang in Richtung Pankow hervor, der mit Keramiken der Königlichen Majolika-Werkstätten aus Cadinen ausgestaltet war. Westlich des Bahnhofs schließt sich eine zweigleisige Kehranlage an.
Eröffnet wurde der Bahnhof mit der Strecke Bismarckstraße – Reichskanzlerplatz am 29. März 1908. Bereits zwei Wochen vorher, am 14. März, befuhr Kaiser Wilhelm II. die Strecke auf der sogenannten „Kaiserfahrt“. Anfangs endete die Linie hier und verkehrte nur bis Bismarckstraße (heute: Deutsche Oper). Zur Eröffnung des Deutschen Stadions im Jahr 1913 wurde die U-Bahn-Linie über den Reichskanzlerplatz hinaus zum neuerbauten Bahnhof Stadion und 1929 bis zum heutigen Endpunkt Ruhleben verlängert.
Nach der „Machtergreifung“ der Nationalsozialisten im Jahr 1933 erhielt der Bahnhof gleich dem Platz den Namen Adolf-Hitler-Platz. Im Zusammenhang mit den Planungen für die „Welthauptstadt Germania“ sollte der Bahnhof komplett umgebaut werden. So sollte ein viergleisiger Bahnhof an der Südseite des Platzes entstehen, aus dem sich westlich eine weitere U-Bahn-Linie ausfädelt, die nach Pichelsdorf und Gatow durch die geplante Hochschulstadt führen sollte. Es wurden zwar ab 1939 einige Vorarbeiten für diese Ausfädelung getroffen, wirklich umgesetzt wurden sie allerdings nie.

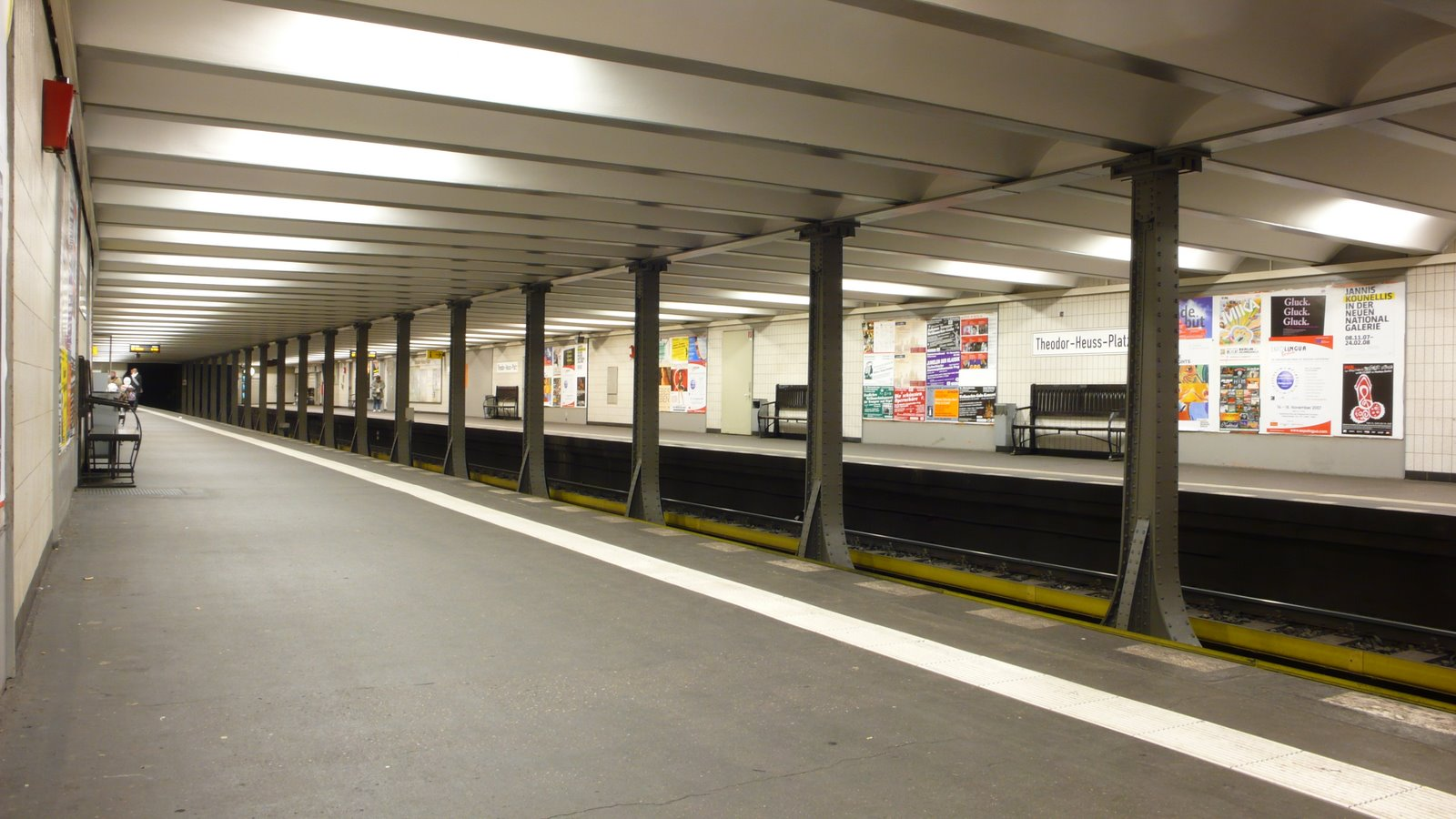
Seitenbahnsteige des Bahnhofs

Während des Zweiten Weltkriegs erlitt der Bahnhof als einer von wenigen im Berliner U-Bahn-Netz kaum Schäden, zumindest sind keine Bombentreffer dokumentiert. So konnte bereits am 17. Mai 1945 der Betrieb eines Pendelverkehres zwischen Kaiserdamm und Ruhleben aufgenommen werden, der Bahnhof erhielt seinen ursprünglichen Namen Reichskanzlerplatz zurück. Ab dem 15. September 1946 fuhren die Züge der Linie AI wieder auf der vollen Strecke zwischen Ruhleben und Pankow.
Sechs Tage nach dem Tod des ersten Bundespräsidenten Theodor Heuss erhielt der oberirdische Platz ebenso wie der U-Bahnhof am 18. Dezember 1963 seinen heutigen Namen. Zum 750-jährigen Jubiläum Berlins ließ die BVG den Bahnhof komplett sanieren, unter anderem sind seitdem die grauen Fliesen an den Stationswänden zu sehen.
Zu West-Berliner Zeiten war immer eine Verlängerung der heutigen Linie U1 vorgesehen. Sie sollte vom U-Bahnhof Uhlandstraße über den Theodor-Heuss-Platz entlang der Heerstraße nach Spandau verlängert werden. Auch diese Pläne haben – in dieser Dimension – heute keine Gültigkeit mehr, auch wenn es immer noch eine Streckenfreihaltung bis Theodor-Heuss-Platz und eine Bauvorleistung unter der Kreuzung Neue Kantstraße/Masurenallee/Messedamm gibt.
Aufgrund eines Brandes im U-Bahnhof Deutsche Oper am 8. Juli 2000 beschloss die BVG, in allen U-Bahnhöfen mit nur einem Ausgang einen weiteren zu errichten. Dazu gehört unter anderem auch der Bahnhof Theodor-Heuss-Platz, der seit dem 15. Mai 2006 einen Ausgang am Bahnsteig in Richtung Ruhleben besitzt, direkt daneben befindet sich außerdem eine neue Aufzugsanlage, beide allerdings nur in Richtung Ruhleben. Einen zweiten Ausgang in östlicher Fahrtrichtung eröffnete die BVG am 27. Juli 2007, die Bauarbeiten hatten am 22. August 2006 begonnen, die Kosten beliefen sich insgesamt auf 650.000 Euro. Ein zweiter Aufzug auf dem Bahnsteig in Richtung Pankow ist seit dem 24. Juni 2010 in Betrieb. Damit ist der Bahnhof komplett barrierefrei zugänglich.

## Anbindung
| Linie | Verlauf |
| ----- | --- |
|       | Pankow – Vinetastraße – Schönhauser Allee – Eberswalder Straße – Senefelderplatz – Rosa-Luxemburg-Platz – Alexanderplatz – Klosterstraße – Märkisches Museum – Spittelmarkt – Hausvogteiplatz – Stadtmitte – Mohrenstraße – Potsdamer Platz – Mendelssohn-Bartholdy-Park – Gleisdreieck – Bülowstraße – Nollendorfplatz – Wittenbergplatz – Zoologischer Garten – Ernst-Reuter-Platz – Deutsche Oper – Bismarckstraße – Sophie-Charlotte-Platz – Kaiserdamm – Theodor-Heuss-Platz – Neu-Westend – Olympia-Stadion – Ruhleben |

Am U-Bahnhof bestehen Umsteigemöglichkeiten von der Linie U2 zu den Omnibuslinien M49, X34, X49, 143, 218 und 349 der BVG.